# Grahameiland (Brits-Columbia)
Grahameiland is een Canadees eiland in de provincie Brits-Columbia. Het eiland is onderdeel van de archipel Haida Gwaii in de Grote Oceaan. Slechts door een relatieve kleine open doorgang van de Skidegate Channel wordt het eiland gescheiden van Moresby Island en in dit kanaal ligt ten zuidwesten van Grahameiland Chaatl Island. Oostelijker scheidt de inham Skidegate Inlet de beide eilanden. In deze inham ligt voor de kust van Grahameiland het Maude Island. Ten noorden van Grahameiland ligt de Dixon Entrance met ten noordwesten van het eiland Langara Island waarvan het gescheiden wordt door de Parry Passage. Ten oosten ligt de Hecate Strait. Vanuit het noorden snijdt de Masset Sound in op het eiland die de Masset Inlet verbindt met open zee. Vanuit het westen snijdt de Rennell Sound in op het eiland.
In 2001 woonden 4475 mensen op Grahameiland, dat een grootte heeft van 6.361 km². Op het eiland is ook Naikoon Provincial Park gelegen.
Grahameiland is in 1853 door commandant James Charles Prevost vernoemd naar James Robert George Graham, commandant van de Britse marine destijds.

## Nederzettingen
- Juskatla
- Masset
- Port Clements
- Queen Charlotte City
- Skidegate
- Tlell